# Ellavina Tsosie Perkins
Ellavina Tsosie Perkins és una lingüista independent i acadèmica de la llengua navaho.
Va ser un dels últims estudiants del professor de lingüística del MIT Ken Hale. Va obtenir el seu doctorat en lingüística de la Universitat d'Arizona; la seva tesi va tractar tipologia sintàctica i àmbit lèxic en navajo.
Perkins és membre del consell de direcció de l'Acadèmia de Llengua Navajo, sota els auspicis de la qual actualment està col·laborant amb Theodore B. Fernald el Projecte de Gramàtica Navajo, que té com a objectiu produir una gramàtica de referència de la llengua navaho.
El projecte va rebre una important donació de la National Endowment for the Humanities